# Lem Kirke (Skive Kommune)
 For alternative betydninger, se Lem Kirke. (Se også artikler, som begynder med Lem Kirke)
Lem Kirke er en kirke i byen Lem på halvøen Salling (landsdel). Apsis, kor og skib er opført i romansk tid af vel tilhugne granitkvadre over dobbeltsokkel, der består af ufuldstændig attisk profil over skråkant, på korsoklens østhjørner ses skæggede mandshoveder. I murværket er indsat et større antal reliefkvadre med bl.a. ryttere, en havmand, et fabeldyr, løver og en elefant.
Den oprindelige syddør har haft søjler men er nu noget omdannet, norddøren er tilmuret. Tårn, sydkapel og våbenhus er opført i sengotisk tid af munkesten og genanvendte kvadre. I kirken findes rester af stoleværk med en indskrift, der fortæller, at Tyge Krabbe genopbyggede kirken efter en brand i 1588, ved den lejlighed blev sydkapellet indrettet som gravkapel. Apsiden er opdelt af fire halvsøjler, fem tvillingrundbuer hviler på konsolhoveder og rigt skulpturerede terningkapitæler. På monolitoverliggeren over østvinduet ses to svævende figurer flankeret af drager med ottetalsslyngede haler. I blændingsfelterne er indsat reliefkvadre.
Indvendig har apsis halvkuppelhvælv og skibet bjælkeloft. Korbuen blev ændret i forbindelse med opførelsen af sydkapellet. Det sengotiske tårn har krydshvælvet underrum, der åbner sig mod skibet gennem en spids bue. I sydkapellet ses kalkmalerier, som formodentlig er udført ved genopbygningen i 1588.
Den romanske døbefont af granit har bladranker på kummen. Foden blev fundet på kirkegården, på siderne ses svage reliefspor.

- Apsisvindue i øst
- Reliefsten